# Saint-Michel-de-Feins
Saint-Michel-de-Feins är en kommun i departementet Mayenne i regionen Pays de la Loire i nordvästra Frankrike. Kommunen ligger i kantonen Bierné som tillhör arrondissementet Château-Gontier. År 2018 hade Saint-Michel-de-Feins 177 invånare.

## Befolkningsutveckling
Antalet invånare i kommunen Saint-Michel-de-Feins
| Referens: INSEE |